# Pokání
Pokání je v běžné řeči i v náboženském významu symbolická činnost, kterou člověk dává najevo, že pochybil, a snaží se své viny zbavit. V křesťanském pojetí znamená výraz lítosti, vnitřního obrácení k Bohu a proměny dosavadního života.

## Původ pojmu
České slovo pokání se odvozuje od slovesa „káti se“ (srv. „kajícník“) a souvisí se staročeským „(ne)kajalý“ (odtud moderní „nekalý“), s praslovanským „kajati“ (trestat) a „kajati sě“. To souvisí se staroindickým „čayaté“ (odplácet, trestat), s řeckým „tinó“ (platit, splácet) a tak i se staroslověnským „cěna“ (cena). Původní význam tedy zřejmě pokrýval představu trestu, pokuty a vyrovnání dluhu, jak o nich hovoří slavný Anaximandrův zlomek: „Z čeho jsoucí věci vznikají, do toho také zanikají jak se patří (kata to chreon), neboť si navzájem udílejí právo a pokutu (timé) podle řádu času“.

## V archaických společnostech
S problémem zločinu, zejména pokud se nedá napravit, jako vražda, zápasili lidé odjakživa. Představu nějakého poskvrnění a viny znají i ty nejstarší společnosti. Tak u jihoamerických Karawetariů musí válečník, který někoho zabil, nosit na rukou dřevěné hůlky, u indiánů Guayakí musí vraha umýt vdova po zabitém. Nicméně toto očištění je vnější rituál, který od pachatele samého nic dalšího neočekává. Představa, že trest, vědomě uložené nebo přijaté utrpení či újma, pachatele očišťuje, je prastará, všeobecně rozšířená a patří mezi základní koncepty práva. Podle indického Zákoníku Manuova zatímco potrestaný zločin padá plně na pachatele (8.19),
„čtvrtina (nepotrestané) ničemnosti padá na toho, kdo ji způsobil, čtvrtina na svědky, čtvrtina na soudce, čtvrtina na krále“ (paado 'adharmasya kartaaraM paadaH saakSiNam Rcchati paadaH sabhaasadaH sarvaan paado raajaanam Rcchati). Georg Bühler uvádí „čtvrtina (nespravedlivého) rozsudku ... na (falešné) svědky...“.

## V monoteistických náboženstvích
S postupnou individualizací člověka, jak ji lze sledovat okolo tzv. osové doby v 1. tisíciletí př. n. l., se začíná prosazovat představa vnitřní viny, vlastního soudu nad sebou a svědomí, která pak převládne v monoteistických náboženstvích. Rozhodující už není „pověst“, to, co o člověku soudí druzí, nýbrž to, co o něm soudí Bůh – anebo on sám. Ani odčinění poskvrny a hříchu pak už nemůže být vnější, nýbrž osobní a vnitřní, i když se často projevuje ve vnějším jednání. Bible mluví o lidech, kteří se postí, přinášejí „smírčí oběti“, posypávají se popelem a chodí v hrubé pytlovině, ale ne proto, že by toto jednání samo očišťovalo, ale protože chtějí dát svoji „změnu smýšlení“ veřejně najevo.
Souvislost mezi vnitřním obrácením a vnějšími projevy se odráží i v současném jazykovém úzu: angličtina užívá jednak slovo repentance (lítost), jednak penance (zpověď, svátost smíření); francouzština slova repentir (litovat) a pénitence (pokání, zpověď). Všechna se odvozují z latinského poena, trest, a penitentia, pokání. Naproti tomu německé Buße, které nejlépe odpovídá českému pokání, původně znamenalo nápravu, polepšení.

### Starý zákon
Ve slavném příběhu o Davidově zločinu proti Urijášovi musí Davidovi jeho vinu odhalit třetí osoba, prorok Nátan. David ji ale nakonec nahlédne: „Zhřešil jsem proti Hospodinu,“ a týden se postí, protože chce zachránit nemocného chlapce. Když na něj trest přece jen dopadne, jeho pokání tím končí, nicméně podle Bible nakonec dosáhne odpuštění. Skutečně se pak stane jedním z největších mužů izraelské historie, ačkoliv je o něm obecně známo, jaké ničemnosti se dopustil.
Hebrejské slovo pro pokání, tšuva (תְּשׁוּבָה, doslova „navrácení, návrat; odpověď“, utvořeno z hebrejského slovesného kořen שׁוב), nepřekládají řečtí překladatelé obvyklým termínem timé (τιμη, „pokuta, cena“), nýbrž slovem metanoia (μετανοια), jež bylo v řeckém světě používáno ve smyslu „změna smýšlení“. Tím vyjadřují zmíněný posun od vnějšího rituálního jednání k vnitřní proměně, i když i ta se často navenek nějakým jednáním projeví: „Proto odvolávám a lituji všeho v prachu a popelu.“

### Nový zákon
Představa tohoto vnitřního pokání jako proměny smýšlení, řecké „metanoia“, a následného odpuštění je jedním z hlavních témat Ježíšova kázání. Vyskytuje se už v kázání jeho předchůdce Jana Křtitele: „Čiňte pokání a dejte se pokřtít na odpuštění hříchů“ (Lk 3,3). V Ježíšově kázání se však paradox pokání, lítosti, odpuštění a nového života z milosti Boží ještě prohlubuje. V podobenství o ztracené ovci (Lk 15,1-7) Ježíš nakonec říká, že „bude v nebi větší radost nad jedním hříšníkem, který činí pokání, než nad devadesáti devíti spravedlivými, kteří pokání nepotřebují“. Navazující podobenství o ztraceném synu (Lk 15,11-32) to pak ještě dál rozvádí a prohlubuje.
Ježíš tím nezpochybňuje význam morálky, „spravedlivého života“, vyzvedá však ještě víc vnitřní proměnu, pokání, to jest lítost nad spáchaným a změnu života jako to vůbec nejcennější, co se člověku může přihodit. Patrně proto, že právě v této vnitřní proměně se člověk teprve pravdivě podívá sám na sebe a zjistí svoji nedostatečnost. Jinak by totiž sotva mohl přijmout jeho poselství o odpuštění a vykoupení.

### Křesťanské církve
Prvotní křesťanská církev znala a udržovala zvyk veřejných trestů, například za zapření víry během pronásledování, zejména dočasného nebo i trvalého vyloučení z bohoslužeb. Podmínkou pro odpuštění byla upřímná lítost kajícníka, rozhodnutí změnit svůj život a více méně symbolické „zadostiučinění“ jako veřejný výraz této změny. Veřejní kajícníci se běžně vyskytovali až do konce středověku, výjimečně i později.
Pro individualizovaného městského člověka pozdního středověku, který chtěl svoji náboženskou víru plně žít, závisela na pokání a odpuštění jeho spása, naděje na posmrtný život, a středověká církev zavedla množství různých prostředků, jak tomu napomoci a jak se o tom ujistit: svátostnou individuální zpověď, svátost smíření, různé zbožné skutky (almužny, modlitby, posty, pouti) a odpustky, původně chápané jako zkrácení veřejného pokání.
Proti tomu se postavila reformace, která zdůraznila, že ani odpuštění a „ospravedlnění“ nemůže být výsledkem lidského úsilí, ale svobodným Božím darem. Proto všechny vnější projevy pokání silně omezila a kladla naopak důraz na lidskou upřímnost, poctivost a vnitřní pravdivost. První z 95 Lutherových tezí zní: „Náš Pán a učitel Ježíš Kristus řekl „Čiňte pokání“, a tedy chtěl, aby celý život věřícího byl pokáním.“ V konečném důsledku se tím však i pokání stalo čistě vnitřní a soukromou záležitostí, o níž se méně a méně hovoří, až se téměř vytratilo i z povědomí křesťanů. Naopak východní (pravoslavné) církve obřadné prvky pokání (posty apod.) zachovaly a zdůraznily, což ovšem může činit pokání pro současného člověka méně věrohodným.

### Judaismus
V judaismu platí měsíc elul za měsíc pokání. Navazující období Vysokých svátků, charakterizované obrácením (tšuva) od zlého k Bohu, začíná svátkem Roš ha-šana (novým rokem) a trvá deset dní až do svátku Jom kipur. V tento největší svátek židovského roku, zaměřený na lítost a smíření, se zbožní židé postí, nenosí kožené věci a zdržují se pohlavního styku i kouření. Podle halachického názoru je pokání neboli návrat (tšuva) k Bohu tvořivou činností ‒ sebeutvářením, při němž se člověk zbavuje předchozí psychické identity a svého „já“ a zároveň vytváří nové „já“ s novým vědomím, novým duchem a srdcem, jinými cíli a usilováním, odlišnými touhami a žádostmi.
Podle židovské tradice má proces úplného pokání, jež vede k odpuštění hříchu, tři stádia:
1. charata (חֲרָטָה‎, „lítost, výčitky svědomí“) – rozpoznání chyby nebo zla, kterého jsme se dopustili, a pociťování bolesti a zármutku nad tím,
2. viduj (וִדּוּי‎, „vyznání“) – slovy formulované doznání zla či přiznání chyby tomu (např. konkrétnímu člověku nebo Bohu), vůči komu jsme se prohřešili, včetně žádosti o odpuštění; toto stádium v sobě zahrnuje i konkrétní čin, který lze učinit, aby člověk alespoň částečně odčinil to, co spáchal (vrácení ukradené věci, zaplacení způsobené škody, přijetí jiné formy trestu apod.),
3. kabala le-atid (קַבָּלָה לְעָתִיד‎, „přijetí do budoucna“), označované též jako kabala al leha-ba (קַבָּלָה עַל לְהַבָּא‎, „přijetí vzhledem k tomu, co přijde“) – pevné rozhodnutí neopakovat stejný hřích a odolání v případě, že budeme vystaveni pokušení nebo budeme mít příležitost hřích zopakovat.

### Islám
V islámu je pokání považováno za jeden z nejlepších druhů uctívání, kterým se může věřící přiblížit k Bohu. Pokání je povinností každého člověka. Alláh říká (ve významu): „A obraťte se všichni kajícně k Alláhu, věřící, snad budete úspěšní!“ (24:31). Věřící, který se vždy po hříchu opět kajícně vrátí ke svému Pánu, Alláh si ho zamiluje. Alláh říká (ve významu): „Alláh má vskutku rád ty, kteří často činí pokání a kteří se očišťují.“ (2:222).Pokání má své podmínky, které musí být splněny, aby pokání bylo přijato. Tyto podmínky jsou:
- litování dopuštěného hříchu,
- zanechání hříchu,
- pevně se rozhodnout se k hříchu nevrátit,
- upřímnost.

## Pokání dnes
Představa pokání je pro moderního člověka nejen nezvyklá, ale i těžko přijatelná. Postup „lítost – obrácení – odpuštění“ se totiž nemůže stát obecným právním pravidlem a myšlenka, že obrácený hříšník je cennější než spravedlivý člověk, je v důsledku téměř anarchická. Nicméně je také zřejmé, že jen upřímným přiznáním a odpuštěním se dá spáchané zlo definitivně odstranit. Žádné lidské spolužití se tak bez odpuštění a smíření nemůže trvale obejít a dokonce i právo nutně potřebuje různé karikatury odpuštění, jako je promlčení zločinu nebo prezidentská milost. Přes všechnu paradoxnost si tak staré pojmy pokání a odpuštění zachovávají i svůj lidský a společenský význam, který nelze ničím nahradit.